# Bjelajci (Pakrac)
Pour les articles homonymes, voir Bjelajci.
Bjelajci est une localité de Croatie située dans la municipalité de Pakrac, comitat de Požega-Slavonie. Au recensement de 2001, elle comptait 13 habitants.